# Campeonato Argentino M21 1998
El Campeonato Argentino de Menores de 21 años de 1998 fue un torneo para seleccionados M21 de las uniones regionales afiliadas a la Unión Argentina de Rugby. La Zona Campeonato del torneo se llevó a cabo entre el 7 de marzo y el 4 de abril de 1998, mientras que la Zona Ascenso se disputó entre el 28 de marzo y el 25 de abril.
El formato del torneo tuvo un cambio principal: la Zona Ascenso pasó a disputarse en un solo grupo de cinco equipos, similar al formato del campeonato de mayores en aquel entonces.
Los partidos de la Zona Campeonato se disputaron como encuentros preliminares a los partidos de la Zona Campeonato del Campeonato Argentino de Mayores de 1998, la cual estuvo compuesta por los mismos equipos y contó con la misma programación.
El seleccionado de Buenos Aires se quedó con el torneo de forma invicta al ganar todos sus encuentros, anotando 34 tries y recibiendo 7 a lo largo de cinco partidos. El equipo porteño consiguió así su quinto título de forma consecutiva.

## Equipos participantes
Disputaron esta edición las selecciones de once uniones provinciales: seis en la Zona Campeonato y cinco en la Zona Ascenso.
| División                  | Equipo        | Unión                           |
| ------------------------- | ------------- | ------------------------------- |
| Zona Campeonato 6 equipos | Buenos Aires  | Unión de Rugby de Buenos Aires  |
| Zona Campeonato 6 equipos | Córdoba       | Unión Cordobesa de Rugby        |
| Zona Campeonato 6 equipos | Cuyo          | Unión de Rugby de Cuyo          |
| Zona Campeonato 6 equipos | Nordeste      | Unión de Rugby del Nordeste     |
| Zona Campeonato 6 equipos | Rosario       | Unión de Rugby de Rosario       |
| Zona Campeonato 6 equipos | Tucumán       | Unión de Rugby de Tucumán       |
| Zona Ascenso 5 equipos    | Entre Ríos    | Unión Entrerriana de Rugby      |
| Zona Ascenso 5 equipos    | Mar del Plata | Unión de Rugby de Mar del Plata |
| Zona Ascenso 5 equipos    | Salta         | Unión de Rugby de Salta         |
| Zona Ascenso 5 equipos    | San Juan      | Unión Sanjuanina de Rugby       |
| Zona Ascenso 5 equipos    | Santa Fe      | Unión Santafesina de Rugby      |

## Zona Campeonato
| Pos. | Equipos      | Partidos | Partidos | Partidos | Tantos | Tantos | Tantos | Pts. |
| Pos. | Equipos      | G        | E        | P        | PF     | PC     | DP     | Pts. |
| ---- | ------------ | -------- | -------- | -------- | ------ | ------ | ------ | ---- |
| 1.°  | Buenos Aires | 5        | 0        | 0        | 238    | 85     | +153   | 10   |
| 2.°  | Córdoba      | 4        | 0        | 1        | 146    | 96     | +50    | 8    |
| 3.°  | Tucumán      | 3        | 0        | 2        | 146    | 108    | +38    | 6    |
| 4.°  | Cuyo         | 2        | 0        | 3        | 135    | 133    | +2     | 4    |
| 5.°  | Rosario      | 1        | 0        | 4        | 89     | 178    | -89    | 2    |
| 6.°  | Nordeste     | 0        | 0        | 5        | 53     | 207    | -154   | 0    |

Primera fecha
| 7 de marzo | Córdoba | 53 - 16 | Rosario |  |  |

| 7 de marzo | Tucumán | 22 - 14 | Cuyo |  |  |

| 7 de marzo | Buenos Aires | 74 - 6 | Nordeste |  |  |

Segunda fecha
| 14 de marzo | Nordeste | 8 - 11 | Rosario |  |  |

| 14 de marzo | Cuyo | 33 - 45 | Buenos Aires |  |  |

| 14 de marzo | Córdoba | 24 - 16 | Tucumán |  |  |

Tercera fecha
| 21 de marzo | Rosario | 23 - 36 | Cuyo |  |  |

| 21 de marzo | Tucumán | 23 - 30 | Buenos Aires |  |  |

| 21 de marzo | Nordeste | 11 - 30 | Córdoba |  |  |

Cuarta fecha
| 28 de marzo | Córdoba | 31 - 19 | Cuyo |  |  |

| 28 de marzo | Tucumán | 59 - 16 | Nordeste |  |  |

| 28 de marzo | Buenos Aires | 55 - 15 | Rosario |  |  |

Quinta fecha
| 4 de abril | Buenos Aires | 34 - 8 | Córdoba |  |  |

| 4 de abril | Rosario | 24 - 26 | Tucumán |  |  |

| 4 de abril | Cuyo | 33 - 12 | Nordeste |  |  |

|                      |
| Buenos Aires Campeón |
| Quinto título        |

## Zona Ascenso
La Unión de Rugby de Mar del Plata retiró a su equipo del torneo.
| Pos. | Equipos       | Partidos | Partidos | Partidos | Tantos | Tantos | Tantos | Pts. |
| Pos. | Equipos       | G        | E        | P        | PF     | PC     | DP     | Pts. |
| ---- | ------------- | -------- | -------- | -------- | ------ | ------ | ------ | ---- |
| 1.°  | Santa Fe      | 4        | 0        | 0        | 74     | 63     | +11    | 8    |
| 2.°  | Entre Ríos    | 3        | 0        | 1        | 79     | 59     | +20    | 6    |
| 3.°  | San Juan      | 2        | 0        | 2        | 78     | 70     | +8     | 4    |
| 4.°  | Salta         | 1        | 0        | 3        | 44     | 83     | -39    | 2    |
| 5.°  | Mar del Plata | 0        | 0        | 4        | 0      | 0      | +0     | 0    |

Primera fecha
| 28 de marzo | Entre Ríos | 32 - 28 | San Juan |  |  |

| 28 de marzo | Santa Fe | 25 - 24 | Salta |  |  |

Segunda fecha
| 4 de abril | Salta | G.P. - P.P. | Mar del Plata |  |  |

| 4 de abril | Entre Ríos | 18 - 24 | Santa Fe |  |  |

Tercera fecha
| 11 de abril | San Juan | 29 - 13 | Salta |  |  |

| 11 de abril | Mar del Plata | P.P. - G.P. | Santa Fe |  |  |

Cuarta fecha
| 18 de abril | Mar del Plata | P.P. - G.P. | San Juan |  |  |

| 21 de marzo | Entre Ríos | 29 - 7 | Salta |  |  |

Quinta fecha
| 25 de abril | Mar del Plata | P.P. - G.P. | Entre Ríos |  |  |

| 25 de abril | San Juan | 21 - 25 | Santa Fe |  |  |